# Aerodynamický tunel

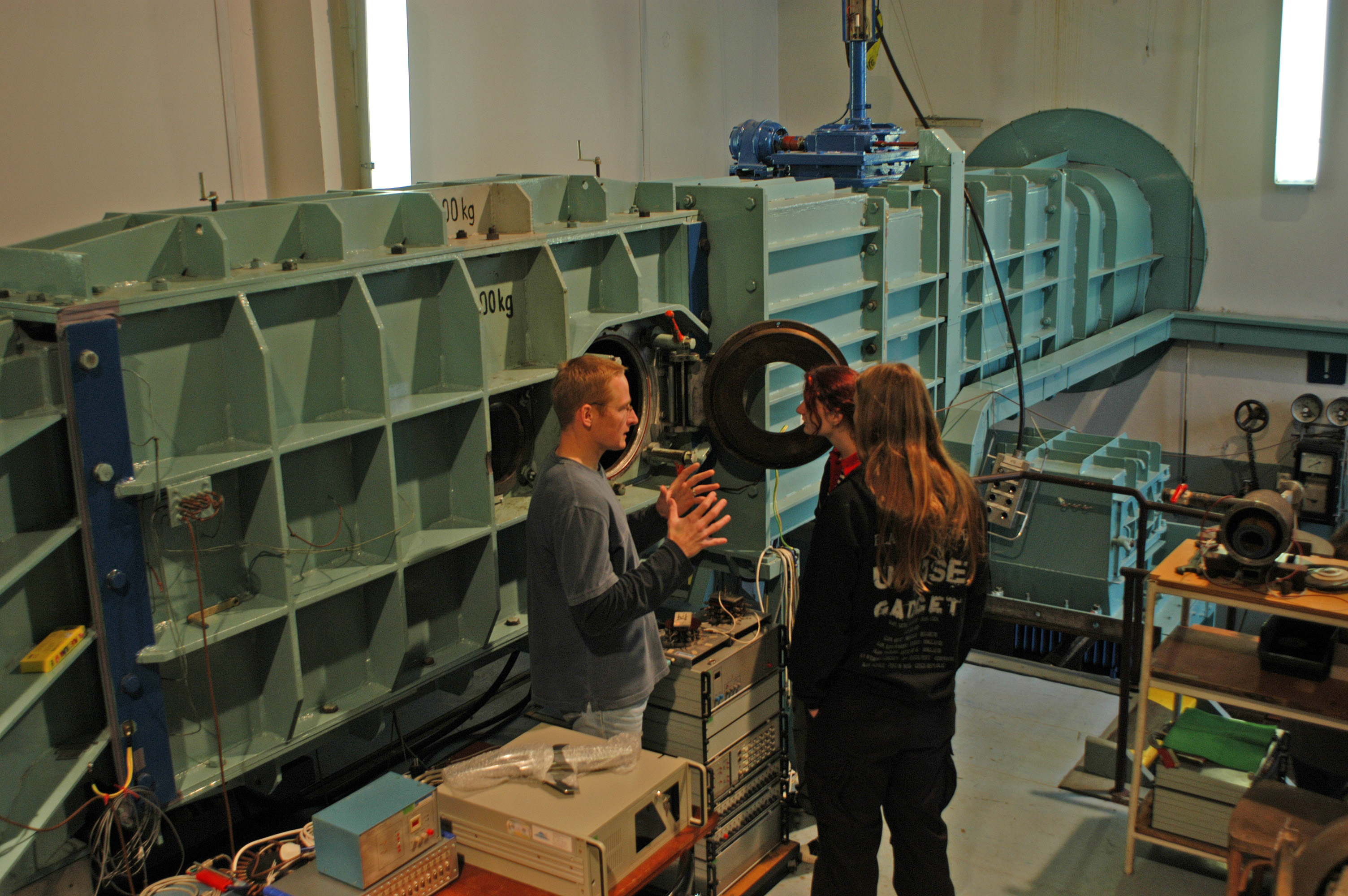
Největší vysokorychlostní aerodynamický tunel v ČR u Libeňského plynojemu v Praze

Aerodynamický tunel je výzkumné zařízení, jež umožňuje vytvářet ovladatelný vzdušný proud, který slouží ke zkoumání aerodynamických vlastností těles. Využívá se například v leteckém a automobilovém průmyslu, ve stavebnictví a ekologii.
Aerodynamické tunely se staví buď s otevřeným okruhem (proud vzduchu není po průchodu tunelem veden zpět do jeho okruhu), nebo s uzavřeným okruhem (vzduch proudí v uzavřeném okruhu bez velkých ztrát tlaku a kinetické energie).

## Typy aerodynamických tunelů

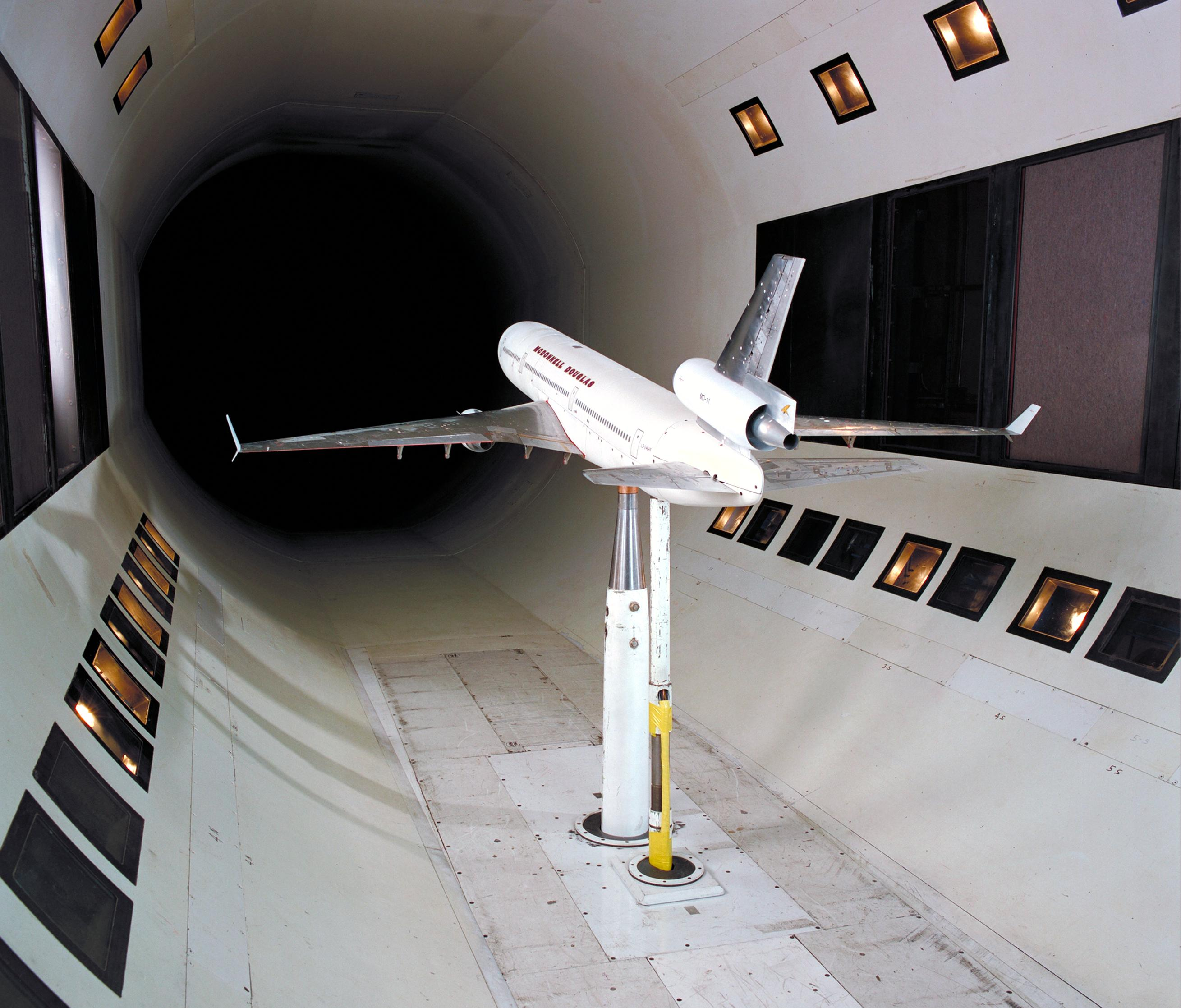
Aerodynamický tunel NASA s modelem letadla

Podle rychlosti protékajícího vzduchu dělíme aerodynamické tunely na:

Nízkorychlostní – rychlost proudu vzduchu v měřicím prostoru tunelu je natolik nízká, že nedochází k projevům jeho stlačení.

Vysokorychlostní – rychlost proudu vzduchu v měřicím prostoru je natolik vysoká, že lze pozorovat vlivy jeho stlačení.

Podzvukové (subsonický) – rychlost proudu vzduchu v měřicím prostoru je natolik vysoká, aby se mohl projevit vliv jeho stlačení, ale nedosahuje rychlosti zvuku.

Nadzvukové (supersonický) – rychlost nerušeného proudu vzduchu v měřicím prostoru přesahuje rychlost zvuku.

## Složení

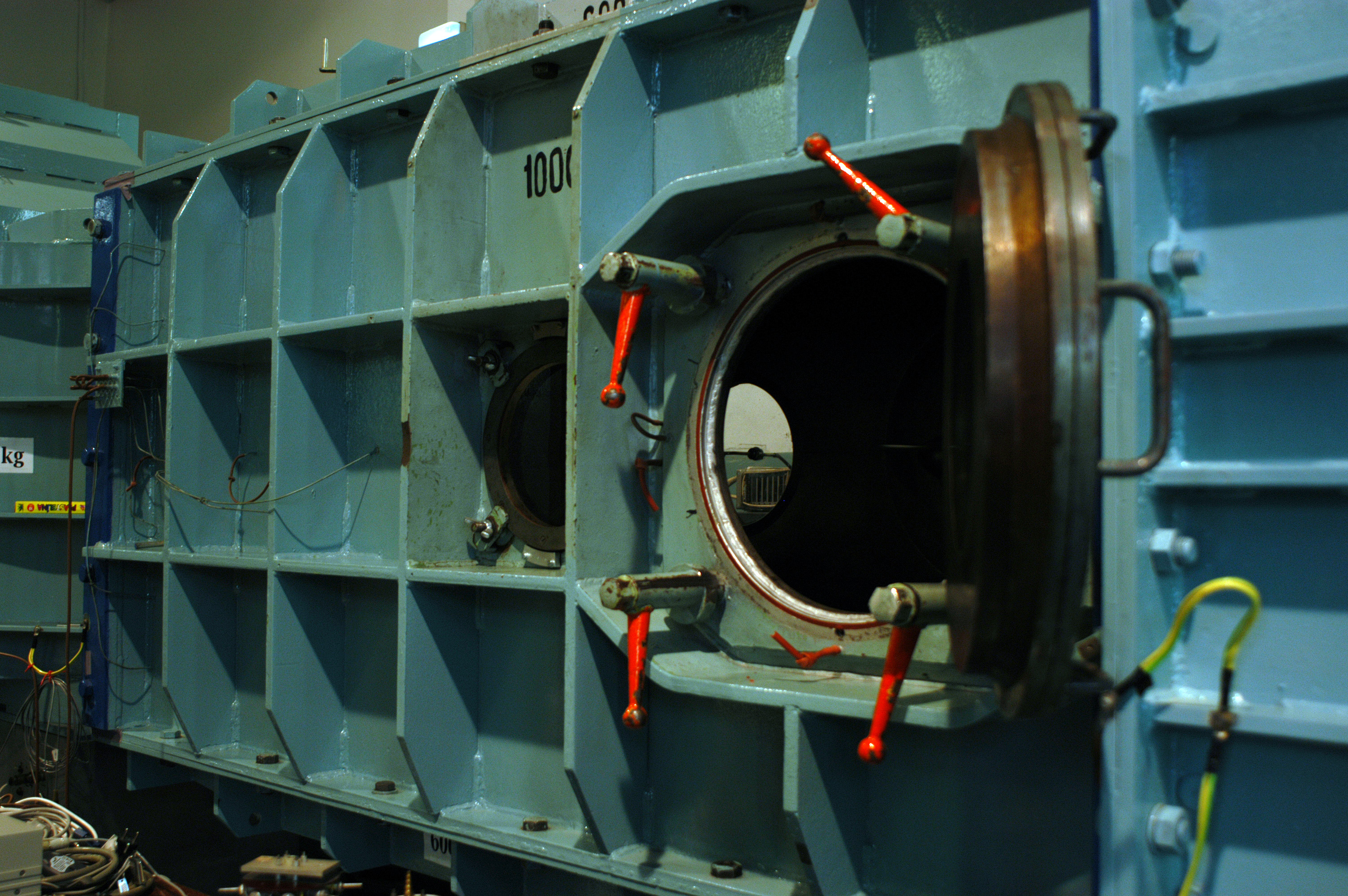
Vysokorychlostní aerodynamický tunel u Libeňského plynojemu – detail zkušební komory

Hlavními částmi aerodynamického tunelu jsou:

Měřicí prostor – část tunelu, kam se umisťují měřená tělesa; proud vzduchu zde má obvykle maximální rychlost a je homogenní.

Dýza – u nízkorychlostního a podzvukového tunelu jde o část před měřicím prostorem, u vysokorychlostního tunelu o část, která se před měřicím prostorem rozšiřuje. Dýza může být buď pevná, nebo stavitelná.

Kolektor – konvergentní nálevkovité ústí před dýzou nebo difuzorem tunelu.

Ohybové lopatky a usměrňovač – slouží k usměrnění proudu vzduchu.

Tepelný a vzduchový výměník.

### Způsoby měření rychlosti a proudění vzduchu v tunelech
- Na povrch měřeného tělesa se připevní proužky papíru či látky, jež ukazují směr proudění vzduchu a jeho relativní rychlost.
- Do proudu vzduchu se za stejným účelem vypustí barevný dým či barva, takto vyznačené proudění vzduchu kolem tělesa lze fotografovat či filmovat.
- Do proudu vzduchu se umístí Pitotova trubice, jejíž pomocí se měří jeho statický a dynamický tlak.
- Integrální laserová anemometrie – digitální optická technika využívající velocimetrie – sledování pohybu částic pomocí Dopplerova efektu.